# Atletiek op de Paralympische Zomerspelen 2024 - 200 m mannen T51
De 200 meter voor mannen klasse T51 op de Paralympische Zomerspelen 2024 vond plaats van op 3 september in het Stade de France. Deze klasse is voor atleten met onderbreking van de zenuwen in de hogere delen van de rug, met lichte zwakte in schouders, beperkt vermogen in het strekken van ellebogen en polsfunctie, en geen vinger-, romp- of beenfunctie. Titelverdediger was Toni Piispanen uit Finland. Hij werd opgevolgd door Cody Fournie uit Canada, de Fin Toni Piispanen behaalde het zilver en Peter Genyn uit België won de bronzen medaille.

## Records
Voorafgaand aan het toernooi waren dit het wereldrecord en het Paralympisch record.
| Wereldrecord        | België Roger Habsch    | 35.74 | Dubai | 15 februari 2024 |
| Paralympisch record | Finland Toni Piispanen | 36.81 | Tokio | 31 augustus 2021 |

## Finale
| Rang   | Baan | Naam             | Naam | Tijd  | Bijz. |
| ------ | ---- | ---------------- | ---- | ----- | ----- |
| Goud   | 4    | Cody Fournie     | CAN  | 37.64 | PB    |
| Zilver | 7    | Toni Piispanen   | FIN  | 38.55 | SB    |
| Brons  | 8    | Peter Genyn      | BEL  | 38.65 |       |
| 4      | 9    | Mohamed Berrahal | ALG  | 40.91 |       |
| 5      | 6    | Roger Habsch     | BEL  | 42.35 |       |
| 6      | 5    | Edgar Navarro    | MEX  | 42.92 | SB    |
| 7      | 3    | Ernesto Fonseca  | CRC  | 46.10 | SB    |